# Paula Cristina Gonçalves
Pour les articles homonymes, voir Gonçalves.
Paula Cristina Gonçalves, née le 11 août 1990 à Campinas, est une joueuse de tennis brésilienne.

## Carrière
En avril 2015, elle remporte son premier titre WTA en double à Bogota avec sa compatriote Beatriz Haddad Maia.
Sur le circuit ITF, elle possède sept titres en simple et 23 en double.

## Palmarès

### Titre en double dames
| No | Date       | Nom et lieu du tournoi       | Catégorie | Dotation  | Surface      | Partenaire          | Finalistes                  | Score            |          |
| -- | ---------- | ---------------------------- | --------- | --------- | ------------ | ------------------- | --------------------------- | ---------------- | -------- |
| 1  | 13-04-2015 | Claro Open Colsanitas Bogota | Intern'l  | 250 000 $ | Terre (ext.) | Beatriz Haddad Maia | Irina Falconi Shelby Rogers | 6-3, 3-6, [10-6] | Parcours |

### Finale en double dames
Aucune

## Parcours aux Jeux olympiques

### En double dames
| # | Date       | Nom de l'olympiade                  | Surface    | Résultat        | Partenaire      | Ultimes adversaires                   | Score     |          |
| - | ---------- | ----------------------------------- | ---------- | --------------- | --------------- | ------------------------------------- | --------- | -------- |
| 1 | 06/08/2016 | Olympic Tennis Event Rio de Janeiro | Dur (ext.) | 1er tour (1/16) | Teliana Pereira | Garbiñe Muguruza Carla Suárez Navarro | 7-66, 6-2 | Parcours |

## Parcours en Fed Cup
| #                                                            | Date       | Lieu      | Surface      | Gagnante(s)      | Perdante(s)        | Score    |          |
|                                                              |            |           |              |                  |                    |          |          |
| 2014 - Barrage (groupe mondial II) - Brésil - Suisse - 1 : 4 |            |           |              |                  |                    |          |          |
| 1                                                            | 19/04/2014 | Catanduva | Terre (ext.) | Belinda Bencic   | Paula C. Gonçalves | 6-3, 6-3 | Parcours |
| 1                                                            | 19/04/2014 | Catanduva | Terre (ext.) | Timea Bacsinszky | Paula C. Gonçalves | 7-5, 6-2 | Parcours |

## Classements WTA en fin de saison
| Année          | 2007 | 2008 | 2009 | 2010 | 2011 | 2012 | 2013 | 2014 | 2015 | 2016 | 2017 | 2018 | 2019 | 2020 |
| Rang en simple | 1013 | 685  | 599  | 518  | 538  | 443  | 271  | 287  | 273  | 181  | 404  | 488  | 416  | 465  |
| Rang en double | –    | 861  | 421  | 375  | 322  | 349  | 181  | 240  | 99   | 253  | 299  | 374  | 218  | 241  |

Source : (en) Classements de Paula Cristina Gonçalves sur le site officiel de la Fédération internationale de tennis